# جنرال الکتریک/رولز-رویس اف۱۳۶
جنرال الکتریک/رولز-رویس اف۱۳۶ (به انگلیسی: General Electric/Rolls-Royce F136) یک موتور هواگرد ساختِ کارخانهٔ جی‌ئی اوییشن در کشور ایالات متحده آمریکا است.